# Honda CBR 1000F
La Honda CBR 1000F Hurricane è una motocicletta sportiva da turismo sviluppata dalla casa motociclistica giapponese Honda nel tardi anni ottanta. 

## Descrizione
Facente parte della famiglia CBR e commercializzata nella fascia sport touring, venne prodotta dal 1987 al 1996 per il mercato statunitense, ma la produzione è continuata fino al 1999 nel resto del mondo.
Il modello è spinto da un motore a quattro tempi a quattro cilindri in linea di 998,4 cm³, con distribuzione con doppio albero a camme in testa (DOHC) a quattro valvole e raffreddato a liquido.
Con misure di alesaggio e corsa pari a 77 mm × 53,6 mm, ad alimentarlo ci sono quattro carburatori CV da 38 mm, che contribuiscono ad incrementare la potenza a 135 CV (101 kW) a 8600 giri/min e 94,1 Nm coppia a 6500 giri/min. Il motore è alloggiato in un telaio perimetrale scatolato in acciaio, dotato di forcella telescopica da 41 mm con supporto pneumatico e monoammortizzatore posteriore regolabile. I freni anteriori sono costruiti da doppi dischi da 296 mm che utilizzano pinze Nissin a tre pistoncini sui modelli successivi (due pinze monopistone nei modelli 1987-88) e al posteriore con un singolo disco da 256 mm.